# Nakajima G8N
Nakajima G8N «Renzan» (яп. 中島 G8N 連山 — «Рэндзан» («Горная гряда»)) — тяжёлый бомбардировщик Императорского флота Японии времён Второй мировой войны.

## История создания
В конце 1930-х годов командование воздушных сил императорского флота Японии пришло к выводу, что флоту нужен тяжёлый четырёхмоторный бомбардировщик, способный решать стратегические задачи. Первая попытка создать такой самолёт, Nakajima G5N, выдалась неудачной. Флот вернулся к концепции двухмоторных бомбардировщиков. В 1941 и 1942 годах были сформулированы технические задания 16-Си и 17-Си, согласно которым фирмы «Мицубиси» и «Каваниси» создали проекты самолётов Mitsubishi G7M и Kawanishi H8K соответственно. Планировалось, что они будут развивать скорость до 580 км/ч и будут обладать дальностью полёта до 7400 км. Но после выполнения расчётов стало понятно, что двухмоторный бомбардировщик не способен удовлетворить требованиям флота. Поэтому в феврале 1943 года было сформулировано новое техническое задание на разработку четырёхмоторного бомбардировщика большой дальности. Оно было передано фирме «Накадзима».
Окончательно техническое задание было сформулировано в сентябре 1943 года. Согласно требованиям, бомбардировщик мог развивать максимальную скорость до 590 км/ч, дальность полёта 3400 км с полной бомбовой нагрузкой и 7400 км без бомб. Также у самолёта было мощное защитное вооружение, способное вести круговой обстрел.
Самолёт получил название «Экспериментальный морской бомбардировщик „Рэнзан“ („Горная гряда“)» (или 'G8N1'). Для исполнения этого задания, фирма выбрала компоновку среднеплана. Самолёт был оснащён четырьмя двигателями Nakajima NK9K-L Homare 24, мощностью 2000 л.с каждый. Он мог нести солидное вооружение — шесть 20-мм пушек «Тип 99» (в подфюзеляжной и надфюзеляжной башенках и в хвостовой огневой точке), а также четыре 13-мм пулемета «Тип 2» (два спаренных в носовой части, и по одному по бокам фюзеляжа). Конструкция самолёта была упрощена для удешевления серийного производства. Планировалось в случае успеха заказать 48 самолётов, в том числе 16 исследовательских и предсерийных машин.
Первый самолёт был готов в октябре 1944 года. Ещё 3 опытных образца были выпущены в октябре 1944 года и в марте и июне 1945 года. Испытания шли довольно успешно, хотя и прерывались налётами авиации союзников (так, третий прототип был разрушен во время одного из налётов). Но переход к оборонной доктрине и ухудшение стратегического положения Японии, а также дефицит лёгких сплавов, заставили флот отказаться от серийного производства G8N.
Незадолго до прекращения работ рассматривались варианты G8N2, приспособленный для использования в качестве носителя пилотируемых бомб MXY7 «Ока», и G8N3, в котором планировалось заменить лёгкие сплавы сталью, но они реализованы не были.
После войны четвёртый прототип G8N был переправлен в США, где были проведены его испытания. Результаты этих испытаний удивили американцев — характеристики G8N оказались выше, чем у B-17 и B-24, и лишь немногим уступали B-29.
Уже после окончания боевых действий американцы присвоили самолёту кодовое название «Рита» (англ. Rita).

## Тактико-технические характеристики

### Технические характеристики
- Экипаж: 10 человек
- Длина: 22,94 м
- Размах крыла: 32,54 м
- Площадь крыла: 112,00 м²
- Масса пустого: 17 400 кг
- Масса снаряженного: 26800 кг
- Максимальная взлётная масса: 32150 кг
- Двигатели: 4 x 18-цилиндровых двигателя Nakajima NK9K-L Homare 24
- Мощность двигателей: 2000 л.с каждый

### Лётные характеристики
- Максимальная скорость:: 576 км / ч
- Крейсерская скорость:: 360 км / ч
- Практическая дальность: 7250 км
- Практический потолок: 10 200 м

### Вооружение
- Пушечное: 6 × 20 мм пушки «Тип 99»
- Пулеметное: 4 × 13,0-мм пулемета «Тип 2»
- Бомбовая нагрузка: до 4000 кг бомб

## Модификации
- G8N1: 4-моторный серийный самолет
- G8N2: модификация для доставки ракет-камикадзе Yokosuka MXY7 Ohka (проект)
- G8N3: цельнометаллическая модификация (проект)